# شهرستان دونگهای
شهرستان دونگهای (به لاتین: Donghai County) یک منطقهٔ مسکونی در چین است که در لیانیانگانگ واقع شده‌است.